# Phyllopezus maranjonensis
Espèce
Phyllopezus maranjonensis est une espèce de geckos de la famille des Phyllodactylidae.

## Répartition
Cette espèce est endémique de la province de Chachapoyas au Pérou.

## Étymologie
Son nom d'espèce, composé de maranjon et du suffixe latin -ensis, « qui vit dans, qui habite », lui a été donné en référence au lieu de sa découverte, le río Marañón.

## Publication originale
- Koch, Venegas & Böhme, 2006 : A remarkable discovery: description of a big-growing new gecko (Squamata: Gekkonidae: Phyllopezus) from northwestern Peru. Salamandra, vol. 42, no 2-3, p. 145-150 ([www.salamandra-journal.com/index.php?option=com_docman&task=doc_download&gid=132&Itemid=68 texte intégral]).